# Peter Dinsdale
Peter Dinsdale (Bradford, 19 ottobre 1938 – Port Moody, 5 giugno 2004) è stato un allenatore di calcio e calciatore inglese, di ruolo difensore.

## Biografia
Nativo di Bradford, si trasferì in Canada per proseguire la sua carriera di calciatore e allenatore e dove rimase a vivervi. È morto a causa di un cancro dopo tre anni di lotta contro la malattia a Port Moody, nella Columbia Britannica.

## Caratteristiche tecniche
Era un difensore pratico ma versatile.

## Carriera

### Calciatore
Formatosi nello Yorkshire Amateur, passa nell'agosto 1959 all'Huddersfield Town, club con cui gioca otto stagioni consecutive nella serie cadetta inglese sino al 1967. Con il Town giocò in tutte le competizioni ufficiali 239 partite.
Nel 1967 si trasferisce in America per giocare con i canadesi del Vancouver Royals, che lo acquistano dai Terriers per £6.000. Con i canadesi disputò nel 1968 nella prima edizione della North American Soccer League, ottennendo il quarto ed ultimo posto della Pacific Division. Terminata la stagione con i canadesi passa poi in prestito al club della sua città natale, il Bradford PA.
Terminata l'esperienza con i Royals rimane a Vancouver ove gioca una stagione per i Vancouver Spartans.

### Allenatore
Dal 1968 al 1970 allena la nazionale di calcio del Canada, con cui non riesce a qualificarsi per i Mondiali 1970. Terminata l'esperienza con la nazionale allena alcuni club di Vancouver.